# WolfDogs Nagoya
I WolfDogs Nagoya (ウルフドッグス名古屋?) sono una società pallavolistica maschile giapponese, con sede ad Inazawa: militano nel campionato giapponese di SV.League; il club appartiene all'azienda Toyoda Gosei.

## Storia
Il Toyoda Gosei Trefuerza vengono fondati nel 1961 come club di pallavolo a 9, passando alla pallavolo tradizionale solo nel 1982. Il nick-name è una combinazione di parole straniere, la parola italiana tre e la parola spagnola fuerza (forza) indicano il motto della compagnia: Intelligenza, forza fisica e forza mentale. 
Debutta in V.League nella stagione 1998-99, finendo però per retrocedere al termine della stagione successiva. Dopo due sole annate in V1 League, rientra nel massimo campionato dal 2002-03. Nel 2007 disputa la prima finale della sua storia, perdendo contro i NEC Blue Rockets nel Torneo Kurowashiki; il primo trofeo messo in bacheca dal club è la Coppa dell'Imperatore 2015, seguita dalla conquista del primo scudetto, nell'annata 2015-16.
Nel 2019 il club cambia nome in WolfDogs Nagoya.

## Rosa 2024-2025
| N° | Nome               | Ruolo | Data di nascita  | Nazionalità sportiva |
| -- | ------------------ | ----- | ---------------- | -------------------- |
| 1  | Shūzō Yamada       | S     | 27 novembre 1992 | Giappone             |
| 3  | Hideomi Fukatsu    | P     | 1º giugno 1990   | Giappone             |
| 5  | Shunsuke Watanabe  | L     | 11 aprile 1988   | Giappone             |
| 6  | Hirotaka Kon       | C     | 9 marzo 1988     | Giappone             |
| 7  | Tine Urnaut        | S     | 3 settembre 1988 | Slovenia             |
| 8  | Wang Dongchen      | C     | 1º giugno 2000   | Cina                 |
| 9  | Kenta Takanashi    | S     | 25 marzo 1997    | Giappone             |
| 10 | Rivan Nurmulki     | O     | 16 luglio 1995   | Indonesia            |
| 11 | Ryōta Denda        | C     | 3 luglio 1991    | Giappone             |
| 12 | Taito Mizumachi    | S     | 7 settembre 2001 | Giappone             |
| 13 | Takaki Koyama      | C     | 23 novembre 1997 | Giappone             |
| 14 | Nimir Abdel-Aziz   | O     | 5 febbraio 1992  | Paesi Bassi          |
| 17 | Kenta Ichikawa     | L     | 6 aprile 1999    | Giappone             |
| 18 | Naozumi Kambayashi | P     | 14 ottobre 1998  | Giappone             |
| 19 | Ryo Takahashi      | S     | 30 luglio 1998   | Giappone             |
| 26 | Akito Yamazaki     | S     | 16 ottobre 1997  | Giappone             |

## Palmarès
- Campionato giapponese: 2

2015-16, 2022-23
- Coppa dell'Imperatore: 2

2015, 2021
- Torneo Kurowashiki: 1

2023

## Denominazioni precedenti
- 1961-2019: Toyoda Gosei Trefuerza